# Zeewolde
Zeewolde hollandiai község Hollandiában, Flevoland tartományban. Lakosainak száma 22 879 fő (2021. január 1.).

## Földrajza
Zeewolde Lelystad, Harderwijk, Dronten, Almere és Ermelo községekkel határos.

## A város híres szülöttei
- Kirsten van de Westeringh (2001–) holland korosztályos női válogatott labdarúgó.